# エルフ (トールキン)
エルフ（英語: Elves、 単数形はElf）は、J・R・R・トールキンの、『ホビットの冒険』、『指輪物語』『シルマリルの物語』に登場する種族。中つ国に住む自由の民のひとつ。
クウェンディ、イルーヴァタールの長子、最初に生まれたものたち、エルダール、などと呼ばれる。

## 起源

### クイヴィエーネン
かれらは、ヴァラールに手を加えられることなく、イルーヴァタール自身によって創造されたイルーヴァタールの子らのうち、クイヴィエーネンの湖のほとりで先に目覚めたものたちであった。中つ国にはまだかれらのほかに話す者はなく、自らをかれらの言葉でクウェンディ（話す者）と名付けた。かれらを偶然見いだしたオロメはかれらをエルダール（星の民）とよんだ。かれらは星の光の下に目覚めたからである。

### ヴァラールの招き
オロメはヴァラールにエルフの目覚めを伝えた。ヴァラールの多くはエルフと親しみたいと願い、全てのエルフをアマンの地に招くことにした。しかしエルフははじめヴァラールを恐れ、招きに応じなかった。そこでオロメは、イングウェ、フィンウェ、エルウェの三人を使節として選び、ヴァリノールへと送った。かの地でヴァラールと二本の木の光を見たかれらは、クイヴィエーネンに戻ると、同胞たちに西方への移住を勧めた。

## エルフの分裂
西方への旅の途中、エルフたちの間には多くの分裂が生じた。

### アヴァリ
三人の使節の勧めをきいたあとも、まだ見ぬヴァリノールよりも中つ国の星の光と大地を好ましく思い、旅立たないものもいた。かれらは旅立つものたちから「気の向かないもの」アヴァリ（Avari）と呼ばれた。かれらの多くはテレリであり一部はノルドールであったが、エルダールとは異なるものとしてただアヴァリと呼ばれた。
第一紀にヒルドーリエンで目覚めた最初の人類たちの友人となり、教師となった。エルダールに比べれば文化や能力で劣るかれらも、覚醒したばかりの人間よりはずっと優れていたからである。第四紀のはじめ、エルダールが海を渡ったあとも、多くのアヴァリが中つ国にいた。
なお『シルマリルの物語』や『指輪物語』にはアヴァリは登場しない。

### エルダール
西方へと旅立ったエルフは「エルダール」として知られる。これはオロメがエルフ全体につけた呼び名だが、エルフたちはこれに「アヴァリ」を含まなかった。エルダールには三部族がある。イングウェに率いられたヴァンヤール、フィンウェに率いられたノルドール、エルウェとオルウェに率いられたテレリ（リンダール）である。
神々の住まうアマンにたどり着き、二本の木の光を見たものたちである、ヴァンヤール、ノルドール、ファルマリは、しばしば「上のエルフ」（High Elves）とも呼ばれる。

#### ヴァンヤール
西方への旅の第一陣、全エルフの上級王であるイングウェに率いられた民はヴァンヤールと呼ばれた。金髪をもち、言葉と詩歌を愛するエルフで、マンウェとヴァルダはかれらをもっとも愛した。西方への旅を終え、その全員がアマンの地に住んだ。怒りの戦いへの出陣をのぞけば、二度と中つ国に戻ることはなかった。

#### ノルドール
西方への旅の第二陣、フィンウェに率いられた民はノルドールと呼ばれた。黒髪をもち、手わざと知識を愛するエルフで、アウレと親しんだ。アヴァリとなったものを除けば、その全員がアマンの地にたどりついた。その知識への渇望のためメルコールに悪意を吹きこまれ、自ら作った宝への愛のためモルゴスの煽動にのせられた。多くがモルゴスを追って中つ国へと戻り、多くの勲しと悲しみを生んだ。

#### テレリ
西方への旅の第三陣、エルウェとその弟オルウェに率いられた民は、先行するエルダールによってテレリ（最後に来るもの）と呼ばれた。かれらは全員がヴァリノールに移る気持ちになっていたわけではなく、その歩みは遅かったからである。しかしかれらが自身につけた名前はリンダール（唄い手）であった。テレリの数は多く、二人の王をいただいた。銀髪をもち、水を愛するエルフで、そのためかれらの歩みは遅く、ついにアマンの地を踏まないものもいた。
テレリには多くの分裂が生じた。以下にその種類を挙げる。
ファルマリ
多くの分裂を経ながら、オルウェに率いられついに船でアマンにたどり着いたテレリは、ここでも海に魅入られアマンの海辺に住むようになった。そこでかれらはファルマリ（海のエルフ）と呼ばれた。
ウーマンヤール
光のエルフたちは、ついにアマンの地をふまず二本の木の光をみなかったテレリをウーマンヤールと呼んだ。

##### ウーマンヤールの分類
ファラスリム
エルウェとオルウェに率いられたテレリの歩みは遅く、ヴァンヤールとノルドールが海を渡ったとき、まだ東ベレリアンドにいた。エルウェが失踪したため、先に進む気になれなかったのである。しかしヴァンヤールとノルドールがアマンの地へ去ったことを知らされると、かれらはベレリアンドの西の岸辺へと急ぎ、オルウェを王にいただいた。その地でオルウェの民はオッセとウイネンの寵愛を受け、海を深く愛するようになった。オルウェの民がついにアマンへと渡るとき、オッセに説得されてベレリアンドの岸辺、ファラスの地に留まったものたちがいた。かれらはキーアダンを領主とし、ファラスリム（ファラスに住むもの）と呼ばれた。
シンダール
テレリの一行が東ベレリアンドに留まっていたとき、エルウェはフィンウェの野営地を求めてひとりあるいた。かれはナン・エルモスの森でメリアンと出会い、長いあいだ見つめあい、かれの民のもとへは戻らなかった。そこでオルウェが王となり、かれの民を率いてアマンへと渡っていった。しかしエルウェの友人たちはベレリアンドに留まり、自らをエグラス（見捨てられたもの）と呼んだ。そしてエルウェが姿をあらわすと、かれを灰色マント王シンゴルとして王にいただいた。かれらは中つ国に戻ったノルドールから、シンダール（灰色エルフ）と呼ばれた。かれらは自身の言葉では単にエゼル（エルフの意、複数形:エジル、集合名詞:エゼルリム）と称した。
ナンドール
オルウェに率いられたテレリのうち、レンウェに率いられた一行は、アンドゥインを渡って霧ふり山脈を越えることを望まなかった。かれらはアンドゥインを南下し、ついに河口までたっしたものもあった。他のエルフからは長いあいだ忘れ去られ、ナンドール（引き返すもの）になった。ナンドールは他のエルフよりも中つ国の生類にくわしくなった。あるものはまた北上し、霧降り山脈を越えたともいう。
かれらからはデネソールに率いられたライクウェンディと、シルヴァン・エルフが分かれた。
ライクウェンディ
オークや狼が出現したとき、ナンドールたちは大きな恐怖におそわれて散り散りになった。かれらは弓矢のほかに武器を持たなかったからである。レンウェの息子デネソールは、シンダールの繁栄を耳にして、集められるだけのナンドールを率いてベレリアンドにはいった。かれらはエルウェに歓迎され、オッシリアンドに住みついた。ここでかれらはライクウェンディ（緑のエルフ）と呼ばれた。
シルヴァン・エルフ
怒りの戦いのあと、荒廃したベレリアンドを捨てて、内陸へと向かうエルダールたちがいた。かれらはそこでシルヴァン・エルフ（森のエルフ）と出会い、ともに王国をつくった。シルヴァン・エルフの来歴は詳らかではないが、離散したナンドールと思われる。

### 光のエルフと暗闇のエルフ
二本の木の光を見たエルフたち、ヴァンヤール、ノルドール、ファルマリは、自らをカラクウェンディ（光のエルフ）と呼んだ。カラクウェンディは、ついにアマンの地を踏まなかったテレリたちをウーマンヤール（アマンに住まぬもの）と呼んだ。また二本の木の光を見なかったウーマンヤールとアヴァリを、モリクウェンディ（暗闇のエルフ）とよんだ。
カラクウェンディとモリクウェンディの間には、文化や力量において大きな差があった。しかしシンダールの中でエルウェ（シンゴル）だけは二本の木の光を直接仰いでいるので、かれ1人はカラクウェンディに属する。また、かれを王と仰いだシンダールの民もカラクウェンディに遜色ないまでに発展を遂げたという。

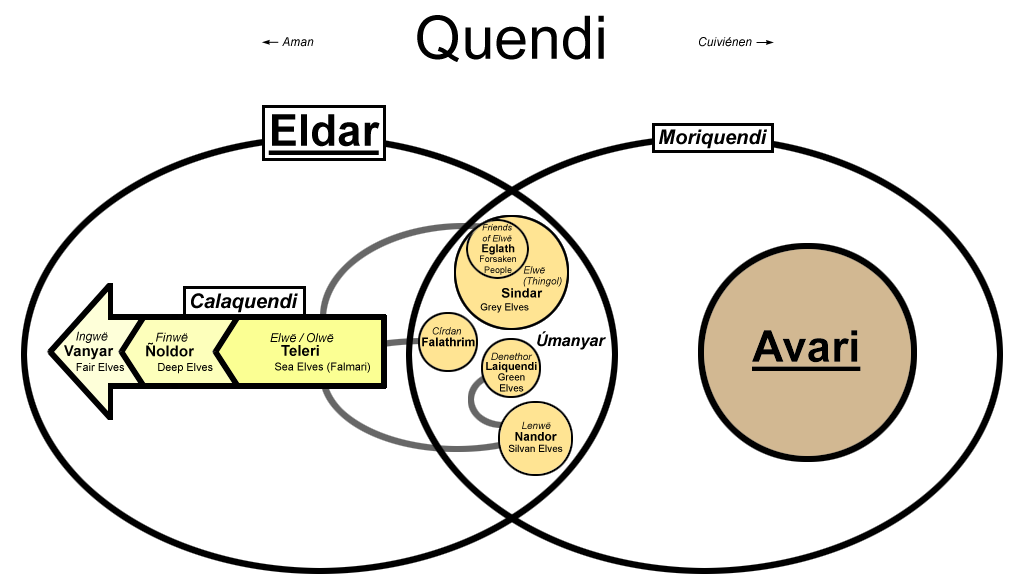
エルダールとアヴァリの分裂と、カラクウェンディとモリクウェンディ、ウーマンヤールの分裂を表すベンダイアグラム。

## 特徴
エルフは人間と似ているが、人間ではない種族である。

### もっともすぐれた生物
エルフは人間と比して、多くの長所を持つ。イルーヴァタールによって、アルダにおける最初で最善のものとしてつくられたからである。それゆえかれらは長上族（Elder People）と呼ばれ、病を得ることも老いることもせず、肉体をいちじるしく傷つけられなければ死なない。背は高く、肉体は強靭であり、疲れをしらない。しなやかに歩き、足あとも残さず、音もたてない。感覚は鋭く、遠くを見、多くを聞く。聡明であり、善良である。その外面も美しく、また美しいものを多く見いだし、多く作り出した。

### 寿命
エルフと人間との決定的な差は、その寿命にあらわれる。人間に寿命があるのに対し、エルフには基本的に寿命がない。かれらは成長したのち老いて死ぬことがないのである。かれらはいったん生まれると、世界の終末まで存在しつづける。

### 外見
エルフは男も女も美しい。また、髭が生えないことも多い。髪の色は氏族にもよるが黒、銀、金などがある。肌の色は巻末付録Ｆにて「エルフは背が高く、肌の色が薄く、目はグレーで、髪は黒い、例外はフィンロド家で、彼らは金髪だ」と書かれているがこの記述は矛盾があり編集ミスだとされている（氏族によっては金髪銀髪もおり矛盾）。後にトールキンの息子クリストファーは「巻末付録Ｆの草稿では、fair-skinned（色白）であるのはEldar(エルフ)全体ではなくNoldorに限定される言及だった」と語っており、内容を草案に戻し、色白という設定をエルフ全体ではなくNoldor（ノルドール）氏族限定に戻せば文章の矛盾は解消されるためこちらが正しいとされている。2022年に始まったドラマシリーズ『ロード・オブ・ザ・リング: 力の指輪』では褐色の肌色のシルヴァン・エルフであるアロンディル、さらには老いを見せた外見のケレブリンボールなどが登場する。

### エルフの死
エルフには寿命がないが、死ぬこともある。死の原因は二つ、肉体の損壊と、生きることへの倦怠である。もはや生きることを望まないエルフの魂は、肉体を抜け出して、マンドスの館に憩うことができる。肉体を傷つけられて死んだものの魂も、マンドスの館に憩う。

## 影響
本来エルフとは、ヨーロッパの伝承における妖精、小妖精を指す言葉であったが、トールキンは「寿命を持たず、神秘に通じ、心身ともに極めてすぐれた半神的人間」として創造した種族に、この名を与えた。これは彼が研究した中期英文学作中で「エルフ」がトールキンの考えるところの「（現実世界を第一世界とするところの）第二世界」（secondary world）からやってきた、背格好は人間と同じだが何か魅力的で幻惑されそうな、異なる世界の「者」を指して用いられていた事も影響している。このトールキン型のエルフのイメージは、以後のファンタジー作品において、さまざまな変種をともなって、模倣されていくことになる。
模倣の対象はエルフに留まらない。エルフとともに、ドワーフ、ホビット、オークなども異種族として、広く受け入れられている。近年では独自の種族が作られることもある。